# Міфологія індіанців

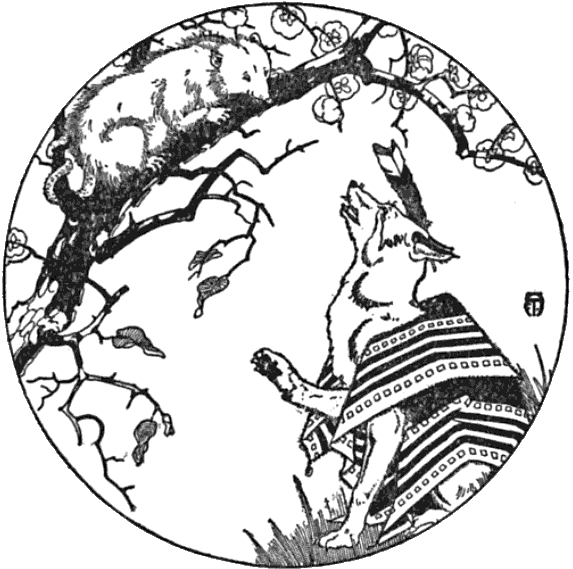
Койот та Опосум з'являються в історіях кількох племен.

Корінні народи американського континенту містять багато різних культур. Кожна з них має власні міфології, багато з яких мають певні теми, що перебувають у культурних межах. У північноамериканських міфологіях загальні теми включають тісний зв'язок із природою та тваринами, а також віру у Великого Духа, який сприймається різними способами.

## Північна Америка

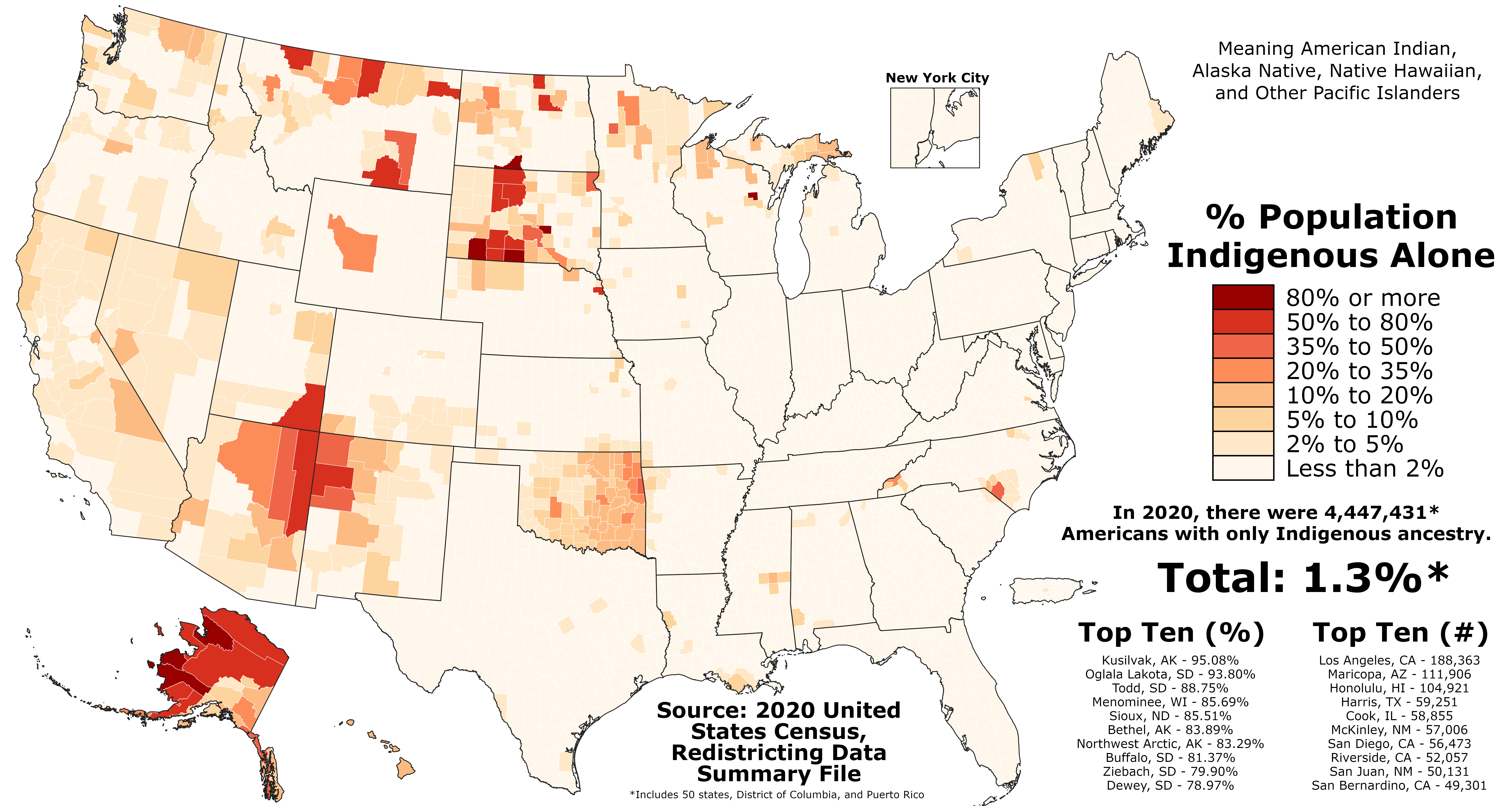
Частка корінних американців у кожному окрузі п'ятдесяти штатів, окрузі Колумбія та Пуерто-Рико за даними перепису населення США 2020 р.

Немає єдиної міфології корінних народів Північної Америки, але є численні різні канони традиційних наративів, пов'язаних із релігією, етикою та віруваннями. Такі історії глибоко засновані на природі та багаті символізмом пір року, погоди, рослин, тварин, землі, води, вогню, неба та небесних тіл. Спільними елементами є принцип всеохоплюючого, універсального та всезнаючого Великого Духа, зв'язок із Землею та її ландшафтами, віра в паралельний світ у небі (іноді також під землею та/або під водою), різноманітні наративи створення, відвідини «країни мертвих» і колективні спогади про давніх священних предків.
Характерною рисою багатьох міфів є тісний зв'язок між людьми та тваринами (включно з птахами та рептиліями). Вони часто демонструють зміну форми між твариною та людиною. Шлюб між людьми та різними видами (зокрема, ведмедями) є загальною темою. У деяких історіях тварини виховують людських дітей.
Хоча більшість індіанських міфів Північної Америки є глибокими та серйозними, деякі використовують легковажний гумор — часто у формі шулерів — щоб розважити, оскільки вони тонко передають важливі духовні та моральні послання. Використання алегорії є поширеним явищем, досліджуючи різноманітні питання від любові та дружби до домашнього насильства та психічних захворювань.
Деякі міфи пов'язані з традиційними релігійними ритуалами, пов'язаними з танцями, музикою, піснями та трансом (наприклад, танець сонця).
Більшість міфів з цього регіону були вперше переписані етнологами наприкінці 19-го та на початку 20-го століть. Ці джерела були зібрані від індіанських старійшин, які все ще мали міцні зв'язки з традиціями своїх предків. Вони можуть вважатися найбільш автентичними збереженими записами стародавніх історій і, таким чином, лягли в основу наведених нижче описів.

### Північний схід (південно-східна Канада та північний схід США, включаючи Великі озера)

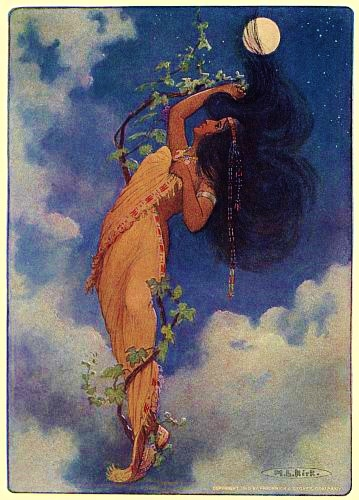
Із повного місяця впав Нокоміс — з «Історії Гайавати», 1910 р.

Міфи з цього регіону містять жіночих божеств, таких як творець Велика Черепаха; і Перша Мати, з тіла якої виросли перші зерно та тютюн. Двома великими героями божественної культури є Глускап і Манабус.
Інші історії досліджують складні стосунки між тваринами та людьми. Деякі міфи спочатку декламувалися як віршовані оповіді.
- Традиційні вірування анішінаабе — народи анішінаабе (алгонкін/ніпіссінг, оджибва/чіппева/солто/міссіссогас, одава, потаватомі та одзі-крі)
- Міфологія Хо-Чанка — північноамериканське плем'я, розташоване в теперішньому східному Вісконсині.
- Міфологія ірокезів — конфедерація племен, розташованих на території штату Нью-Йорк.
- Ленапська міфологія
- Міфологія Сенеки — північноамериканське плем'я, розташоване на південь від озера Онтаріо.
- Релігія віандотів — північноамериканське плем'я, розташоване навколо північного берега озера Онтаріо.

### Великі рівнини
Історії, унікальні для Великих рівнин, розповідають про бізонів, які забезпечували жителів рівнин їжею, одягом, житлом і посудом. В одних міфах вони благодатні, в інших жахливі та зловмисні. Сонце є важливим божеством; інші надприродні персонажі становлять Ранкову Зірку і Громовержців.
Загальною темою є здійснення подорожі, часто до надприродного місця через ландшафт або до паралельного світу в небі.
Однією з найпоширеніших історій про трикстерів на рівнинах є «Старий», про якого розповідають численні гумористичні історії. Старий, відомий як Вазія, жив під землею зі своєю дружиною, і у них була дочка. Їхня дочка вийшла заміж за вітер і народила чотирьох синів: Північного, Східного, Південного і Західного. Сонце, місяць і вітри тоді разом правили Всесвітом.
Важливим надприродним героєм є Хлопчик із Згустком Крові, перетворений із згустку крові.
- Міфологія Хо-Чанка
- Міфологія Лакота
- Міфологія Пауні

### Південний схід США
Важливі міфи цього регіону стосуються походження полювання та землеробства, а також походження хвороб і медицини.
Важливою практикою цього регіону був анімізм, віра в те, що всі предмети, місця та істоти мають душу. Більшість смертей, хвороб чи нещасть пов'язані з невдачею упокоїти душу вбитої тварини. Коли це станеться, тварина може помститися через свого «вождя виду». Велика кількість рідкісних матеріалів, знайдених із мертвими в цьому регіоні, є переконливими доказами того, що вони вірили в своєрідне загробне життя. Вважається, що коли член племені помирав, його душа витала над їхніми громадами, намагаючись залучити до них своїх друзів і родичів, тому їхні похоронні церемонії були не лише для вшанування пам'яті померлих, а й для захисту живих.
Церемонія зеленої кукурудзи, також відома як Буськ, була щорічним святкуванням успішного врожаю кукурудзи. Їхні вогні було згашено та знову розпалено, образи прощено, а матеріали викинуті або зламані, щоб потім бути заміненими. По суті, це було відновлення життя та спільноти цих племен.

#### Міф черокі про створення
Був час, коли не було землі, і всі істоти жили в місці над небом під назвою Галвлоі. Усе, що було внизу, було лише водою, але коли Галвлоі стало занадто тісно, створіння вирішили послати Водяного Жука, щоб побачити, чи зможе він знайти їм нове місце для життя. Він послухався й пірнув у воду аж на дно моря, де набрав трохи мулу й виніс його на поверхню. Опинившись над водою, мул поширився навсібіч і перетворився на острів. Великий Дух убезпечив острів, прикріпивши до нього шнури та прив'язавши до склепіння в небі.
Хоча тепер земля була стабільною, земля була надто м'якою, щоб будь-яка з тварин могла стояти на ній, тож вони послали Канюка, щоб дослідити її. Деякий час він літав навколо, поки не знайшов досить сухе місце для посадки, і коли це зробив, помах його крил спричинив зміщення бруду. Він опускався в одних місцях і піднімався в інші, створюючи вершини, долини, пагорби та гори землі. Решта істот тепер змогли спуститися, але незабаром вони зрозуміли, що дуже темно, тож запросили сонце піти з ними. Усі були щасливі, крім Рака, який сказав, що його мушля стала яскраво-червоною, тому що сонце було надто близько, тому вони піднімали сонце сім разів, доки Рак не був задоволений.
Потім Великий Дух створив рослини для цієї нової землі, після чого наказав тваринам не спати упродовж семи днів. Тільки Сова змогла це зробити, і в нагороду Великий Дух дав їй дар зору в темряві. Рослини також намагалися, але лише сосни, хутра, падуб і деякі інші змогли не спати, тому він дав їм дар зберігати своє листя цілий рік. Тоді Великий Дух вирішив, що хоче, щоб люди жили на цьому острові, тому він створив одного чоловіка та одну жінку. Пара ще не вміла заводити дітей, тому чоловік взяв рибу і притиснув її до живота жінки, після чого вона народила. Вони робили це упродовж семи днів, доки Великий Дух не відчув, що наразі достатньо людей, і зробив так, щоб жінка могла народжувати лише раз на рік.
Дивись також:
- Міфологія черокі — північноамериканське плем'я, яке мігрувало з району великих озер до південно-східних лісів.
- Міфологія чокто — північноамериканське плем'я з території сучасних Алабами, Флориди, Міссісіпі та Луїзіани.
- Міфологія крик — північноамериканське плем'я з території сучасної Джорджії та Алабами.

### Кариби США
- Міфологія таїно — ця міфологія та філософія виражає духовні вірування поселенців морських островів Майпуре з групи народів Амазонії та/або Аравака. Їхнє походження та міфології включають наявність божества-творця, а також нескінченні циклічні спонтанні народження. Вони іммігрували з Північно-Східної Південної Америки, їхні історії включають шанування богів і божеств, а також погляди за межі цього. Деякі з філософій включають концепцію реальності як ілюзії; а також те, що цей світ є мрією. Деякі петрогліфи на островах містять згадки про галактичне або інопланетне життя. Сучасні члени спільноти сформували кілька поглядів на міфологію; деякі вказують на шанування предків, тоді як інші зосереджуються на шануванні божества та духу. Набори переконань вказують на родовід, а не на одну абсолютну істину. Спільність між лініями включає вшанування предків через камені cemi/zemi; духовні домівки лінії, а також шанування духів сонця та місяця. Духи погоди та духи шанованих померлих також шануються.

### Каліфорнія і Великий басейн
У міфах цього регіону домінує священний творець/спритник Койот. Інші значущі персонажі включають Сонячних Людей, Зоряних Жінок і Темряву.
Декількома найбільш характерними церемоніями цього регіону були похоронні звичаї та поминання померлих. Коли наставала смерть, будинок, у якому це сталося, спалювали, іноді існували заборони називати ім'я померлого. Вдів намазували смолою і стригли їм волосся, поки їх не звільнить щорічний траур. Цей плач став відомий як «спалення», «плач» або «танець мертвих». Під час цих церемоній спалюють кілька речей, а плем'я танцює, співає та голосить, щоб заспокоїти привидів.
Інша поширена церемонія — це та, що відбувається, коли підлітки досягають статевого дозрівання. Дівчата проходять через серію виснажливих табу, коли починаються перші місячні, але після їх закінчення слідує святковий танець. Хлопчики пройдуть офіційну ініціацію в плем'я, беручи участь у церемоніях, які розповідають про таємниці та міфи племен.
Дивись також:
- Міф про творця землі
- Куксу — релігія в Північній Каліфорнії, яку сповідують представники кількох корінних народів Каліфорнії.
- Міфологія мівок — північноамериканське плем'я в Північній Каліфорнії.
- Міфологія олоне — північноамериканське плем'я в Північній Каліфорнії.
- Релігія помо — північноамериканське плем'я в Північній Каліфорнії.

### На південний захід
Міфи народів навахо, апачів і пуебло розповідають про те, як перші люди вийшли з підземного світу на Землю. Згідно з народом хопі пуебло, першими істотами були Сонце, дві богині, відомі як Важке Буття Жінка (Huruing Wuhti) і Жінка-Павук. Саме богині створили живих істот і людей. Інші теми включають походження тютюну, кукурудзи та коней; і битва між літом і зимою. Деякі історії описують паралельні світи в небі і під водою. ці народи продовжували вбивати один одного завдяки казкам зуні.
Багаточуттєвий досвід також є помітним у церемоніальних ритуалах предків пуебло; наприклад, щоб відчути райське царство, народ чако проводив чуттєві церемонії, використовуючи екзотичні артефакти, такі як бірюза, мушлі, какао, мідні дзвіночки та ара.
Дивись також:
- Міфологія ютів — північноамериканське плем'я, розташоване як на північному заході, так і на південному заході США.
- Діне бахане (навахо) — північноамериканська нація з південного заходу США.
- Міфологія хопі — північноамериканське плем'я в Аризоні.
- Міфологія зуні — північноамериканське плем'я в Нью-Мексико.

### Плато
Міфи регіону Плато виражають сильне духовне почуття людей до їхніх ландшафтів і підкреслюють важливість шанобливого ставлення до тварин, від яких вони залежать як їжа. До священних хитрунів тут належать Койот і Лис.
Дивись також:
- Саліська міфологія — північноамериканське плем'я або група в Монтані, Айдахо, Вашингтоні та Британській Колумбії, Канада

### Арктика (прибережна Аляска, північна Канада та Гренландія)
Міфи цього регіону ґрунтуються на ландшафті тундри, снігу та льоду. Пам'ятні історії містять вітри, місяць і велетнів. Деякі свідчення говорять, що Ангута є вищою істотою, яка створила Землю, море та небесні тіла. Його дочка Седна створила все живе — тварин і рослини. Седна також вважається божеством-захисником інуїтів.

### Субарктика (внутрішня Північна Канада та Аляска)
Тут деякі міфи відображають екстремальний клімат і залежність людей від лосося як основного харчового ресурсу. В уяві ландшафт населений як доброзичливими, так і зловмисними велетнями.

### Північний захід
У цьому регіоні домінуючим священним трікстером є Ворон, який приніс у світ денне світло і з'являється в багатьох інших історіях. Міфи досліджують стосунки людей з узбережжям і річками, уздовж яких вони традиційно будували свої міста. Є історії про відвідини паралельних світів під морем і в небі.
- Міфологія Квакиутль — корінне населення північно-західного узбережжя Тихого океану.
- Ламмі — північноамериканське плем'я з північного заходу Тихого океану, штат Вашингтон.
- Міфологія нуу-ча-нульт — група корінних народів, що проживають на острові Ванкувер у Британській Колумбії.
- Міфологія Хайда – нація, що проживає в Хайда-Гваї та на Алясці.
- Цимшійська міфологія – корінне населення північно-західного узбережжя Тихого океану, що проживає на узбережжі Британської Колумбії та островах Аннет на Алясці.

### Ацтеки
Ацтеки, які переважно населяли сучасну центральну Мексику, мали складну систему вірувань, засновану на божествах, які безпосередньо впливали на життя людей, зокрема тих, які контролювали дощ, сонце, що сходить, і родючість. Добровільні людські жертви були центральною частиною устрою всесвіту та виживання людини.
Ацтеки вважали людей слугами та воїнами богів, які не були милосердними чи щедрими, а всемогутніми істотами, яких потрібно було нагодувати та задобрити, щоб уникнути лиха та покарання. Так виникла концепція людських жертвоприношень. Ця практика не була новою і використовувалася в інших культурах, таких як майя, але ацтеки зробили це головною подією, так би мовити, у своїх церемоніях. Ці жертви приносили головним чином, щоб задобрити бога сонця.

#### Міф про створення
Відповідно до ацтеків, створення землі почалося з бога на ім'я Ометеотль, інакше відомого як подвійний бог, оскільки вони були створені з союзу Тонакатекутлі та Тонакакіуатля, яких ацтеки вважали володарем і леді свого прожитку. У Тонакатекутлі та Тонакакіуатля було четверо дітей: Шіпе-Тотек, що перекладається як «здертий бог» мовою науатль, асоціюється з червоним кольором. Він бог пір року і всього, що росте на землі. Тецкатліпока, що перекладається як «димляче дзеркало», асоціюється з чорним кольором. Він бог землі і наймогутніший із чотирьох дітей. Кетцалькоатль, що перекладається як «пернатий змій», асоціюється з білим кольором. Він бог повітря. Нарешті, Віцилопочтлі, що перекладається як «колібрі півдня», асоціюється з синім кольором. Він бог війни.

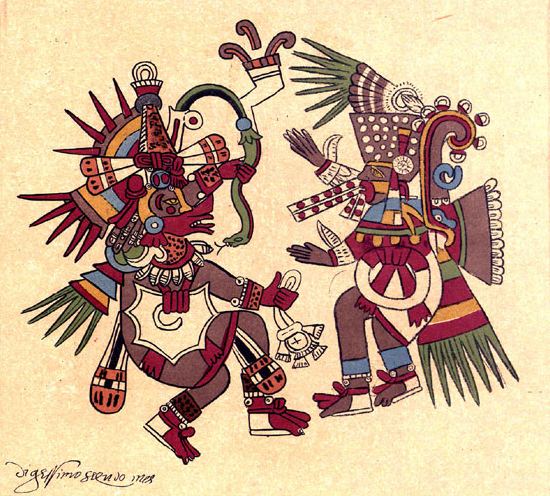
Кетцалькоатль (Перистий змій), бог повітря. І Тескатліпока (Димляче дзеркало), бог землі.

Четверо дітей вирішили, що вони хочуть створити світ, у якому будуть жити люди. Кетцалькоатль і Уіцилопочтлі зробили першу спробу, почавши з розпалу вогню. Цей вогонь став сонцем, але лише половиною сонця, тому що він був недостатньо великим і яскравим, щоб освітити весь їхній світ. Потім вони створили перших чоловіка та жінку, які назвали Cipactonal та Oxomoco відповідно. Їхніх численних дітей називали macehuales і вони мали бути землеробами. Звідти вони створили час, а потім підземний світ, відомий як. Є багато історій про те, як виникла ера п'ятого й останнього сонця. Одна історія розповідає про те, як Тескатліпока взяв кремінь і використав його, щоб запалити вогонь, щоб знову освітити світ, перш ніж обговорити зі своїми братами, що робити. Вони вирішили створити нове сонце, яке живиться серцями і кров'ю людей. Щоб прогодувати його, зробили чотириста чоловіків і п'ять жінок. Тут історія розходиться в різні боки. Деякі кажуть, що і Кетцалькоатль, і Тлалок хотіли, щоб їхні сини стали новим сонцем, тому кожен із них кинув своїх синів в один із вогнів, створених Тескатліпокою. Тлалок дочекався, поки вогонь згорить, перш ніж кинути свого сина у вугілля, тому його син став місяцем. Кетцалькоатль вирішив кинути свого сина прямо у вогняне полум'я, тож він став п'ятим і останнім сонцем, яке ми бачимо сьогодні на небі. Інша історія розповідає про зібрання богів у стародавньому місті Теотіуакан, щоб обговорити, як створити нове сонце. Бог на ім'я Нанауацін, бог хвороб, запропонував кинутися у вогонь і стати новим сонцем. Будучи слабким і хворобливим богом, інші вважали, що не він повинен це робити, і що сильнішим і могутнішим богом має бути сонце. Текуцізтекатль, дуже багатий бог, виступив наперед і сказав, що зробить це, але не зміг знайти в собі сміливості стрибнути у вогонь. Нанауацін, трохи вагаючись, кинувся у вогонь. Побачивши його хоробрість, Текуціцтекатль теж вирішив стрибнути. Вони обидва були перетворені на сонця, але світло тепер було занадто яскравим, щоб щось побачити, тому один із інших богів кинув кролика в Текуціцтекатля, приглушивши його світло та перетворивши його на місяць. Нанауацін, тепер нове сонце, по суті переродився як Оллін Тонатіу. Проблема, яку вони тепер мали, полягала в тому, що він не зрушив зі свого становища в небі, доки інші боги не пожертвували своєю кров'ю за нього. Тож бог на ім'я Тлауіскальпантекутлі, володар світанку, кинув дротик у Тонатіу, але промахнувся. Тоді Тонатіу кинув один назад у Тлауіскальпантекутлі, влучивши йому в голову та перетворивши його на Іцтлаколіукі, бога холоду, морозу та обсидіану. Зрозумівши, що вони не можуть відмовитися, інші боги піднесли йому свої оголені груди, а Кетцалькоатль вирізав їм серця жертовним ножем. З кров'ю богів Тонатіу почав рухатися по небу за тією ж схемою, яку ми бачимо донині. Кетцалькоатль брав одяг і прикраси принесених в жертву богів і загортав їх у пучки, яким люди потім поклонялися.

## Центральна Америка
- Ленканська міфологія — центральноамериканський народ південно-західного Гондурасу та східного Сальвадору в Центральній Америці.
- Міфологія майя — стародавній центральноамериканський народ Південної Мексики та Північної Центральної Америки.
- Релігія ольмеків — стародавній центральноамериканський народ південно-центральної Мексики, на території сучасних штатів Веракрус і Табаско.
- Релігія пурепеча — центральноамериканський народ, що живе навколо озера Пацкуаро.
- Таламанська міфологія — комбінована міфологія народів брибрі та кабекар регіону Таламанка в Коста-Риці.

## Південна Америка
- Бразильська міфологія — підмножина бразильського фольклору з культурними елементами різноманітного походження, знайденими в Бразилії, що включає народні казки, традиції, персонажів і вірування щодо місць, народів і організацій.
- Чанська міфологія — народні перекази та вірування народу Чана про місця, народи та організації навколо них.
- Хілотська міфологія — культури Чоно і Вільїче, які живуть на архіпелазі Чилое, біля узбережжя південного Чилі.
- Міфологія гуарані — корінне населення Гран-Чако, особливо в Парагваї та частинах прилеглих районів Аргентини, Бразилії та Болівії.
- Міфологія інків (Релігія в імперії інків) — південноамериканська імперія, заснована в центральному гірському масиві Анд.
- Релігія мапуче — корінний народ у Чилі.
- Міфологія муїсків — корінне населення Altiplano Cundiboyacense в сучасних східних хребтах колумбійських Анд.
- Міфологія оно

## Подальше читання
- Янг, Френк В. «П'ятий аналіз оповідання про зіркового чоловіка». В: Етнологія 9, вип. 4 (1970): 389—413. doi:10.2307/3773045.